# Curimata acutirostris
Curimata acutirostris är en fiskart som beskrevs av Richard P. Vari och Reis, 1995. Curimata acutirostris ingår i släktet Curimata och familjen Curimatidae. Inga underarter finns listade i Catalogue of Life.